# IAAF Diamond League 2017
La IAAF Diamond League 2017 (o semplicemente Diamond League 2017) è stata l'ottava edizione della Diamond League, serie di meeting internazionali di atletica leggera organizzata annualmente dalla IAAF. È iniziata il 5 maggio ed è terminata il 1 settembre; prevedeva la presenza di 14 tappe in 13 diversi stati situati in 4 differenti continenti.

## Cambiamenti
Il format della Diamond League è stato completamente rivisto per l'edizione 2017. Il sistema Diamond Race utilizzato negli anni precedenti, in cui gli atleti accumulavano punti durante la stagione con punti doppi in finale, è stato sostituito con un format stile campionato in cui i precedenti si incontrano come incontri di qualificazione per le finali; i migliori otto o dodici atleti, a seconda dell'evento, si qualificheranno. Gli ultimi due meeting si terranno a Zurigo (Weltklasse Zürich) e a Buxelles (Memorial Van Damme) con 16 finali di eventi per meeting. Questo nuovo sistema è simile al vecchio circuito IAAF Grand Prix con la sua IAAF Grand Prix Final.

### Assegnazione punti
Con il nuovo sistema di punteggio il primo classificato riceve 8 punti, 7 al secondo, fino ad 1 punto per l'ottavo. Alla fine della stagione si qualificano i primi 12 atleti (o 8, a seconda dell'evento)
| Piazzamento | Punti |
| ----------- | ----- |
| 1°          | 8     |
| 2°          | 7     |
| 3°          | 6     |
| 4°          | 5     |
| 5°          | 4     |
| 6°          | 3     |
| 7°          | 2     |
| 8°          | 1     |

## I meeting
| Nº | Meeting                           | Sede       | Data                     | Resoconto |
| -- | --------------------------------- | ---------- | ------------------------ | --------- |
| 1  | Doha Diamond League               | Doha       | 5 maggio                 | Resoconto |
| 2  | Shanghai Golden Grand Prix        | Shanghai   | 13 maggio                | Resoconto |
| 3  | Prefontaine Classic               | Eugene     | 26-27 maggio             | Resoconto |
| 4  | Golden Gala Pietro Mennea         | Roma       | 8 giugno                 | Resoconto |
| 5  | Bislett Games                     | Oslo       | 15 giugno                | Resoconto |
| 6  | Bauhaus-Galan                     | Stoccolma  | 18 giugno                | Resoconto |
| 7  | Meeting de Paris                  | Parigi     | 1º luglio                | Resoconto |
| 8  | Athletissima                      | Losanna    | 6 luglio                 | Resoconto |
| 9  | London Anniversary Games          | Londra     | 9 luglio                 | Resoconto |
| 10 | Meeting international Mohammed VI | Rabat      | 16 luglio                | Resoconto |
| 11 | Herculis                          | Monaco     | 21 luglio                | Resoconto |
| 12 | Birmingham Grand Prix             | Birmingham | 20 agosto                | Resoconto |
| 13 | Weltklasse Zürich                 | Zurigo     | 23-24 agosto             | Resoconto |
| 14 | Memorial Van Damme                | Bruxelles  | 31 agosto - 1º settembre | Resoconto |

## Risultati

### Uomini

#### Corse
| Corse |            |                       |                       |                         |                       |                           |                       |                        |                        |                             |
| #     | Meeting    | 100 m                 | 200 m                 | 400 m                   | 800 m                 | 1 500 m / Miglio          | 3 000 m / 5 000 m     | 110 m hs               | 400 m hs               | 3 000 m siepi               |
| 1     | Doha       | Akani Simbine 9"99    |                       | Steven Gardiner 44"60   |                       | Elijah Manangoi 3'31"90   | Ronald Kwemoi 7'28"73 |                        |                        |                             |
| 2     | Shanghai   |                       | Noah Lyles 19"90      |                         | Kipyegon Bett 1'44"70 |                           |                       | Omar McLeod 13"09      | Bershawn Jackson 48"63 |                             |
| 3     | Eugene     | Ronnie Baker 9"86     |                       | LaShawn Merritt 44"79   |                       | Ronald Kwemoi 3'49"04     | Mo Farah 13'00"70     |                        |                        |                             |
| 4     | Roma       |                       | Andre De Grasse 20"01 |                         | Adam Kszczot 1'45"96  |                           |                       | Aries Merritt 13"13    |                        | Conseslus Kipruto 8'04"63   |
| 5     | Oslo       | Andre De Grasse 10"01 |                       | Baboloki Thebe 44"95    |                       | Jake Wightman 3'34"17     |                       |                        | Karsten Warholm 48"25  |                             |
| 6     | Stoccolma  | Andre De Grasse 9"69  |                       | Steven Gardiner 44"58   |                       | Timothy Cheruiyot 3'30"77 |                       | Orlando Ortega 13"09   | Karsten Warholm 48"82  | Soufiane El Bakkali 8'15"01 |
| 7     | Parigi     |                       | Ramil Guliyev 20"15   |                         | Nijel Amos 1'44"24    |                           | Muktar Edris 7'32"31  | Ronald Levy 13"05      |                        |                             |
| 8     | Losanna    | Justin Gatlin 9"96    |                       | Wayde van Niekerk 43"62 |                       | Aman Wote 3'32"20         | Muktar Edris 12'55"23 |                        |                        |                             |
| 9     | Londra     |                       | Ameer Webb 20"13      |                         | Nijel Amos 1'43"18    |                           |                       | Aries Merritt 13"09    | Kerron Clement 48"02   |                             |
| 10    | Rabat      |                       | Andre De Grasse 20"03 |                         | Nijel Amos 1'43"91    |                           |                       |                        |                        | Soufiane El Bakkali 8'05"12 |
| 11    | Monaco     | Usain Bolt 9"95       |                       | Wayde van Niekerk 43"73 |                       | Elijah Manangoi 3'28"80   |                       |                        |                        | Evan Jager 8'01"29          |
| 12    | Birmingham |                       | Ramil Guliyev 20"17   |                         | Nijel Amos 1'44"50    |                           |                       | Aries Merritt 13"29    |                        |                             |
| 13    | Zurigo     | Chijindu Ujah 9"97    |                       | Isaac Makwala 43"95     |                       | Timothy Cheruiyot 3'33"93 | Mo Farah 13'06"15     |                        | Kyron McMaster 48"07   |                             |
| 14    | Bruxelles  |                       | Noah Lyles 20"00      |                         | Nijel Amos 1'44"53    |                           |                       | Sergey Shubenkov 13"14 |                        | Conseslus Kipruto 8'04"73   |

#### Concorsi
| Concorsi |            |                       |                              |                           |                            |                      |                         |                         |
| #        | Meeting    | Salto in lungo        | Salto triplo                 | Salto in alto             | Salto con l'asta           | Getto del peso       | Lancio del disco        | Lancio del giavellotto  |
| 1        | Doha       |                       | Christian Taylor 17.25 m     | Mutaz Essa Barshim 2.36 m |                            |                      |                         | Thomas Röhler 93.90 m   |
| 2        | Shanghai   | Luvo Manyonga 8.61 m  |                              | Mutaz Essa Barshim 2.33 m | Sam Kendricks 5.88 m       |                      | Philip Milanov 64.94 m  |                         |
| 3        | Eugene     |                       | Christian Taylor 18.11 m     |                           | Sam Kendricks 5.86 m       | Ryan Crouser 22.43 m |                         |                         |
| 4        | Roma       |                       |                              |                           |                            |                      |                         | Thomas Röhler 90.06 m   |
| 5        | Oslo       |                       |                              | Mutaz Essa Barshim 2.38 m |                            |                      | Daniel Ståhl 68.06 m    |                         |
| 6        | Stoccolma  | Luvo Manyonga 8.36 m  |                              |                           |                            |                      | Fedrick Dacres 68.36 m  |                         |
| 7        | Parigi     |                       | Christian Taylor 17.29 m     | Mutaz Essa Barshim 2.35 m | Sam Kendricks 5.82 m       |                      |                         | Johannes Vetter 88.74 m |
| 8        | Losanna    |                       | Pedro Pablo Pichardo 17.60 m |                           | Sam Kendricks 5.93 m       | Ryan Crouser 22.39 m |                         |                         |
| 9        | Londra     |                       |                              |                           |                            |                      | Daniel Ståhl 66.73 m    |                         |
| 10       | Rabat      | Ruswahl Samaai 8.35 m |                              | Andriy Protsenko 2.29 m   | Paweł Wojciechowski 5.85 m | Ryan Crouser 22.47 m |                         |                         |
| 11       | Monaco     |                       |                              |                           |                            |                      |                         |                         |
| 12       | Birmingham |                       |                              |                           | Piotr Lisek 5.82 m         |                      |                         | Thomas Röhler 89.17 m   |
| 13       | Zurigo     | Luvo Manyonga 8.49 m  |                              | Mutaz Essa Barshim 2.36 m | Sam Kendricks 5.87 m       |                      |                         | Jakub Vadlejch 88.50 m  |
| 14       | Bruxelles  |                       | Christian Taylor 17.49 m     |                           |                            | Darrell Hill 22.44 m | Andrius Gudžius 68.16 m |                         |

### Donne

#### Corse
| Corse |            |                       |                           |                              |                            |                           |                       |                         |                        |                               |
| #     | Meeting    | 100 m                 | 200 m                     | 400 m                        | 800 m                      | 1 500 m                   | 3 000 m / 5 000 m     | 100 m hs                | 400 m hs               | 3 000 m siepi                 |
| 1     | Doha       |                       | Elaine Thompson 22"19     |                              | Caster Semenya 1'56"61     |                           |                       | Kendra Harrison 12"59   |                        | Hyvin Jepkemoi 9'00"12        |
| 2     | Shanghai   | Elaine Thompson 10"78 |                           | Shaunae Miller-Uibo 49"77    |                            | Faith Kipyegon 3'59"22    | Hellen Obiri 14'22"47 |                         |                        |                               |
| 3     | Eugene     |                       | Tori Bowie 21"77          |                              | Caster Semenya 1'57"78     |                           |                       | Jasmin Stowers 12"59    | Ashley Spencer 53"38   |                               |
| 4     | Roma       | Dafne Schippers 10"99 |                           | Natasha Hastings 50"52       |                            | Sifan Hassan 3'56"22      | Hellen Obiri 14'18"37 |                         |                        |                               |
| 5     | Oslo       |                       | Dafne Schippers 22"31     |                              | Caster Semenya 1'57"59     |                           |                       | Pamela Dutkiewicz 12"73 |                        | Norah Jeruto 9'17"27          |
| 6     | Stoccolma  |                       | Murielle Ahouré 22"68     |                              | Francine Niyonsaba 1'59"11 |                           |                       |                         |                        |                               |
| 7     | Parigi     | Elaine Thompson 10"91 |                           | Novlene Williams-Mills 51"03 |                            | Sifan Hassan 3'57"10      |                       |                         |                        | Beatrice Chepkoech 9'01"69    |
| 8     | Losanna    |                       | Dafne Schippers 22"10     |                              | Francine Niyonsaba 1'56"82 |                           |                       | Sharika Nelvis 12"53    | Ashley Spencer 53"90   |                               |
| 9     | Londra     | Elaine Thompson 10"94 |                           | Allyson Felix 49"65          |                            | Hellen Obiri 4'16"56      |                       | Kendra Harrison 12"34   |                        |                               |
| 10    | Rabat      | Elaine Thompson 10"87 |                           | Shaunae Miller-Uibo 49"80    |                            | Angelika Cichocka 4'01"93 |                       |                         | Zuzana Hejnová 54"22   | Gesa Felicitas Krause 9'18"87 |
| 11    | Monaco     |                       | Marie-Josée Ta Lou 22"25  |                              | Caster Semenya 1'55"27     |                           | Hellen Obiri 8'23"14  | Kendra Harrison 12"51   |                        |                               |
| 12    | Birmingham | Elaine Thompson 10"97 |                           | Salwa Eid Naser 50"59        |                            | Dawit Seyaum 4'01"36      | Sifan Hassan 8'28"90  |                         | Zuzana Hejnová 54"18   |                               |
| 13    | Zurigo     |                       | Shaunae Miller-Uibo 21"88 |                              | Caster Semenya 1'55"84     |                           |                       | Sally Pearson 12"55     |                        | Ruth Jebet 8'55"29            |
| 14    | Bruxelles  | Elaine Thompson 10"92 |                           | Shaunae Miller-Uibo 49"46    |                            | Faith Kipyegon 3'57"04    | Hellen Obiri 14'25"88 |                         | Dalilah Muhammad 53"89 |                               |

#### Concorsi
| Concorsi |            |                          |                           |                          |                           |                         |                         |                              |
| #        | Meeting    | Salto in lungo           | Salto triplo              | Salto in alto            | Salto con l'asta          | Getto del peso          | Lancio del disco        | Lancio del giavellotto       |
| 1        | Doha       |                          |                           |                          | Katerina Stefanidi 4.80 m | Michelle Carter 19.32 m |                         |                              |
| 2        | Shanghai   |                          |                           |                          |                           | Gong Lijiao 19.46 m     | Sandra Perković 66.94 m |                              |
| 3        | Eugene     | Brittney Reese 7.01 m    |                           | Mariya Lasitskene 2.03 m |                           |                         |                         | Tatsiana Khaladovich 66.30 m |
| 4        | Roma       |                          | Yulimar Rojas 14.84 m     | Mariya Lasitskene 2.00 m | Katerina Stefanidi 4.85 m | Gong Lijiao 19.56 m     |                         |                              |
| 5        | Oslo       | Tianna Bartoletta 6.79 m |                           |                          | Yarisley Silva 4.81 m     |                         | Sandra Perković 66.79 m |                              |
| 6        | Stoccolma  |                          |                           | Mariya Lasitskene 2.00 m | Nicole Büchler 4.65 m     |                         | Yaime Pérez 67.92 m     |                              |
| 7        | Parigi     |                          |                           |                          |                           | Gong Lijiao 19.14 m     |                         |                              |
| 8        | Losanna    | Ivana Španović 6.79 m    |                           | Mariya Lasitskene 2.06 m |                           |                         |                         | Sara Kolak 68.43 m           |
| 9        | Londra     | Tianna Bartoletta 7.01 m |                           | Mariya Lasitskene 2.00 m | Katerina Stefanidi 4.71 m |                         |                         | Barbora Špotáková 68.26 m    |
| 10       | Rabat      |                          | Caterine Ibargüen 14.51 m |                          |                           |                         |                         | Barbora Špotáková 63.73 m    |
| 11       | Monaco     |                          | Caterine Ibargüen 14.86 m | Mariya Lasitskene 2.05 m |                           |                         |                         |                              |
| 12       | Birmingham |                          | Caterine Ibargüen 14.51 m |                          | Katerina Stefanidi 4.75 m |                         | Sandra Perković 67.51 m |                              |
| 13       | Zurigo     |                          | Olga Rypakova 14.55 m     |                          |                           | Gong Lijiao 19.60 m     |                         | Barbora Špotáková 65.64 m    |
| 14       | Bruxelles  | Ivana Španović 6.70 m    |                           | Mariya Lasitskene 2.02 m | Katerina Stefanidi 4.85 m |                         | Sandra Perković 68.82 m |                              |